# Johann Christian Heinrich Rinck
Pour les articles homonymes, voir Rinck.
Johann Christian Heinrich Rinck est un organiste, compositeur et pédagogue allemand, né à Elgersburg le 18 février 1770 et mort à Darmstadt le 7 août 1846.

## Biographie
Rinck est l'élève de Johann Christian Kittel (1732-1809), lui-même formé par Jean-Sébastien Bach. En 1790 Rinck obtient le poste d’organiste à Giessen. Insatisfait des limites de ce petit poste en province, il cherche à se rapprocher des centres musicaux. En 1805, il devient organiste de l’église principale de Darmstadt et, quelques années après, organiste et musicien de chambre de la cour de Louis Ier de Hesse. Le style de sa musique est fort influencé par le Biedermeier, caractéristique de l’époque où il a vécu.
Parmi ses élèves, on compte Carl Ferdinand Pohl, Georg Vierling (en) et Benedict Jucker (1811-1876).

## Œuvres
Une grande partie de son œuvre est rééditée par les éditions Dohr, qui ont enregistré également une grande partie de son œuvre pour piano et pour orgue. Il laisse 129 compositions avec numéro d’opus dont :
- une importante quantité d’œuvres pour orgue ;
- de la musique de chambre ;
- des pièces et études pour le piano ;
- Variations sur « God Save the King » (Variations et Finale) ;
- des Variations sur un thème de Corelli ;
- de nombreuses messes, cantates et motets ;
- une École d’orgue op. 55.

## Célébrations
Pour perpétuer son souvenir et faire connaître sa musique, un Rinck-Fest s’est tenu à Cologne en 2003, et en 2006 on a organisé les Journées Rinck de Darmstadt.

## Partitions gratuites
- « Johann Christian Heinrich Rinck » (partitions libres de droits), sur l'IMSLP